# Тренировъчен ден
„Тренировъчен ден“ (на английски: Training Day) е криминален филм от 2001 г.

## Сюжет
Всеки ден из улиците на американските градове се води война – между жителите им, наркодилърите и тези, които са са се заклели да пазят едните от другите.
Тази война има своите жертви, най-голямата от които е може би детективът от лосанжелиската полиция серж. Алонсо Харис (Дензъл Уошингтън) – ветеран с 13-годишен опит в отдела за борба с наркотиците, чиито съмнителни методи на работа са на ръба между законността и корупцията. Оптимизмът му се е изпарил по време на дежурствата му из улиците, където, ако се бориш с престъпниците без да нарушаваш устава, може да ти коства живота. 
Реалистична полицейска драма за лишения от морал свят на разследванията, водени под прикритие, “Тренировъчен ден” проследява Алонсо, докато той подлага на изпитание новобранеца-идеалист Джейк Хойт (Итън Хоук). Джейк разполага само с един-единствен ден да се докаже пред своя яростен шеф. В следващите 24 часа Джейк ще затъва все по-дълбоко в мръсните игри на Алонсо.

## Актьорски състав
| Актьор           | Роля         |
| Дензъл Уошингтън | Алонсо Харис |
| Итън Хоук        | Джейк Хойт   |
| Скот Глен        | Роджър       |
| Том Беринджър    | Стан Гърски  |
| Харис Юлин       | Дъг Росели   |
| Реймънд Бари     | Лу Джейкъбс  |
| Клиф Къртис      | Смайли       |
| Доктор Дре       | Пол          |
| Снуп Дог         | Блу          |
| Шарлот Аяна      | Лиса         |
| Ева Мендес       | Сара Харис   |

## Награди и номинации
Дензъл Уошингтън, в ролята на Алонсо Харис, е включен в списъка на Американския филмов институт 100 герои и злодеи.
| Категория                         | Номиниран(и)            | Резултат                |
| Оскар (24 март 2002 г.)           | Оскар (24 март 2002 г.) | Оскар (24 март 2002 г.) |
| --------------------------------- | ----------------------- | ----------------------- |
| Най-добра мъжка роля              | Дензъл Уошингтън        | награда                 |
| Най-добра поддържаща мъжка роля   | Итън Хоук               | номинация               |
| Златен глобус (20 януари 2002 г.) |                         |                         |
| Най-добър актьор в драма          | Дензъл Уошингтън        | номинация               |
| Сателит (19 януари 2002 г.)       |                         |                         |
| Най-добър актьор в драма          | Дензъл Уошингтън        | номинация               |